# Schwefel (Hohenems)
Schwefel ist einer der elf Stadtteile von Hohenems in Österreich in Vorarlberg im Bezirk Dornbirn.

## Namensherkunft
Der Ortsteil Schwefel (früher auch: Schwebel) ist nach der hier befindlichen Schwefelquelle (siehe auch: Schwefel-Bad) benannt.

## Geschichte
Der Ortsteil Schwefel war lange Zeit ein von Hohenems recht eigenständiger Weiler.
Bereits in vorrömischer Zeit seien hier Besiedelungsspuren nachweisbar. 1873 wurde hier die in Vorarlberg bisher größte Lanzenspitze gefunden, die der Hallstattzeit (etwa 800 bis 450 v. Chr.) zugeordnet wurde. Im nahe gelegenen Roßmahd wurde 1887 eine Bronzenadel gefunden, welche der frühen Urnenfelderkultur (späte Bronzezeit, etwa 1300–800 v. Chr.) zugeordnet werden könne.
Die „Römerstraße“ weist noch heute auf die Bedeutung des Schwefels als Transitroute bereits vor Jahrtausenden hin.
1842 wurde der Betrieb in der Textilfabrik der Fa. Rosenthal maßgeblich erweitert, auf das ganze Gebäude des bisherigen Schwefel-Bads ausgedehnt und neue Gebäude erstellt und damit zum wichtigsten regionalen Arbeitgeber.
Im „Allgemeinen National-Kalender für Tirol und Vorarlberg“ werden für das Jahr 1825 im Schwefel 22 Wohnhäuser und 26 Familien mit insgesamt 116 Personen angeführt.

## Topographie, Geografie, Lage und Verkehr
Der Ortsteil Schwefel (420 m ü. A.) ist vom Zentrum von Hohenems etwa 1 km entfernt und grenzt im Westen direkt an die Gemeinde Altach und im Süden an die Gemeinde Götzis.
Durch den Ortsteil Schwefel führt als Hauptverbindung von Nord-Osten nach Süd-Westen die L 190 (hier „Kaiser-Franz-Josef Straße“ genannt).
In „Schematismus für Tirol und Vorarlberg“ (1839) wird Schwefel als eigenständiger Weiler und Teil von Hohenems angeführt. Ebenfalls im „Provinzial-Handbuch von Tirol und Vorarlberg für das Jahr 1847“.

## Gewässer

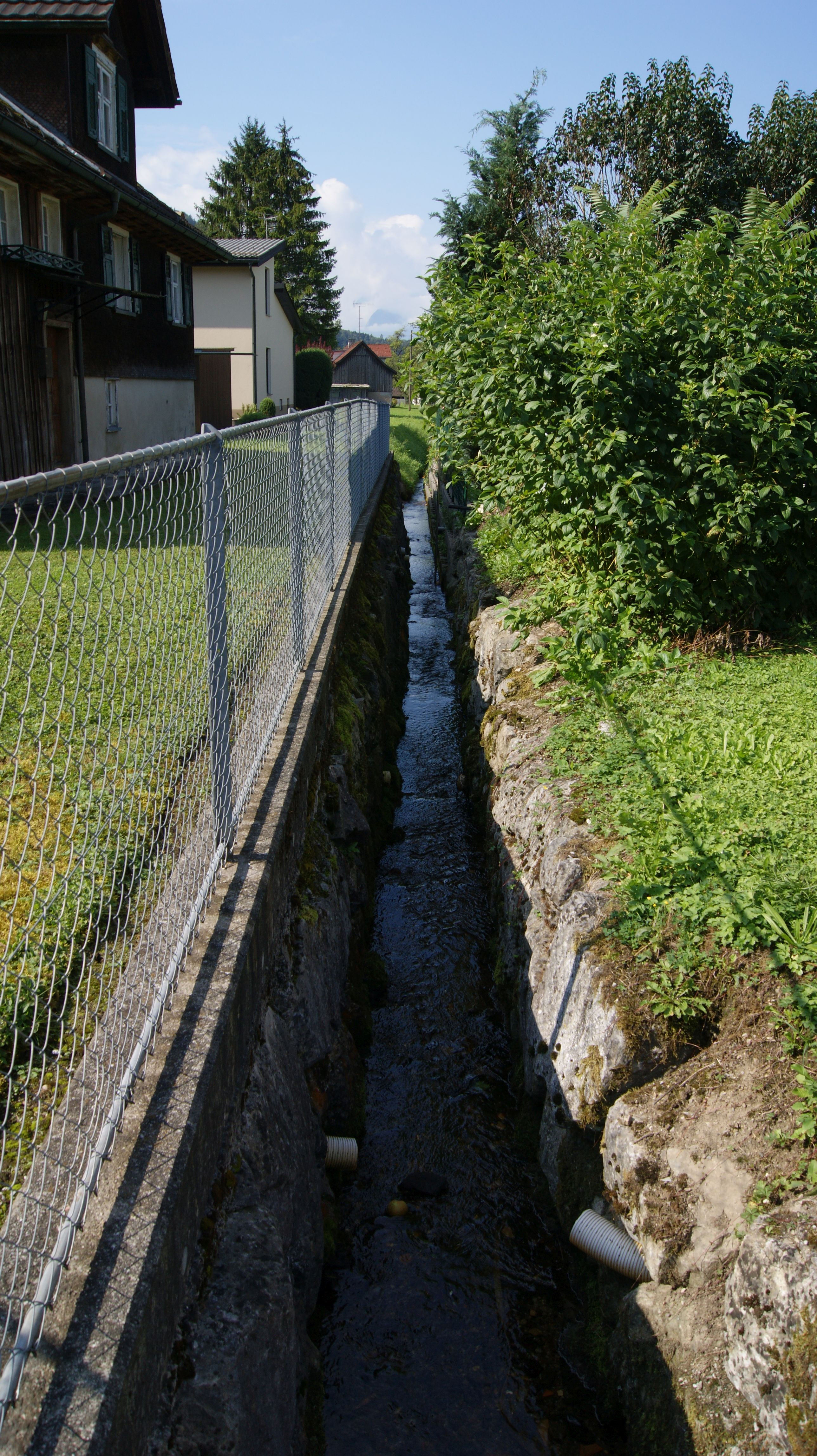
Schwefelbach ab der Jägerstraße 13.

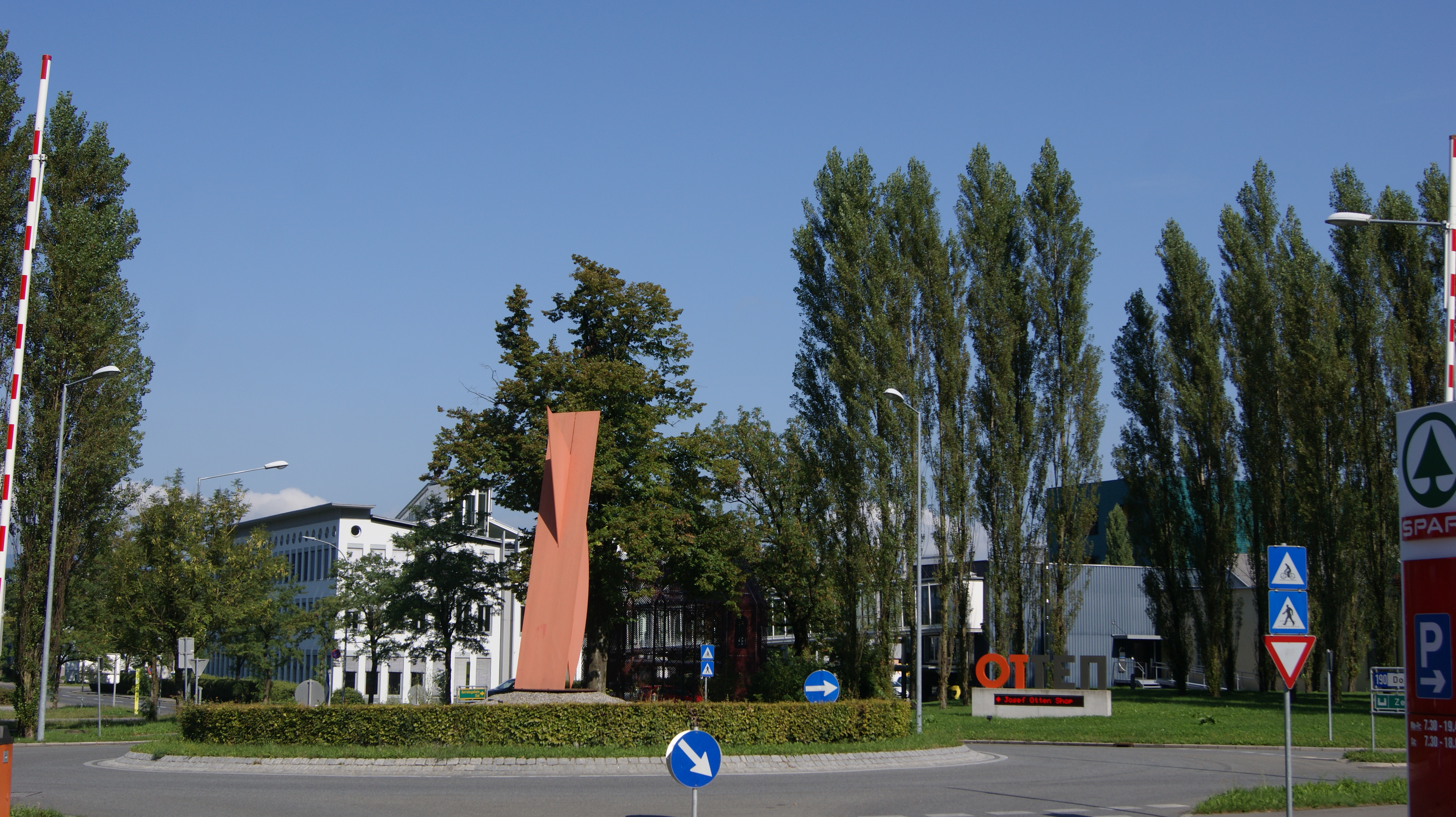
Fa. Otten im Schwefel.

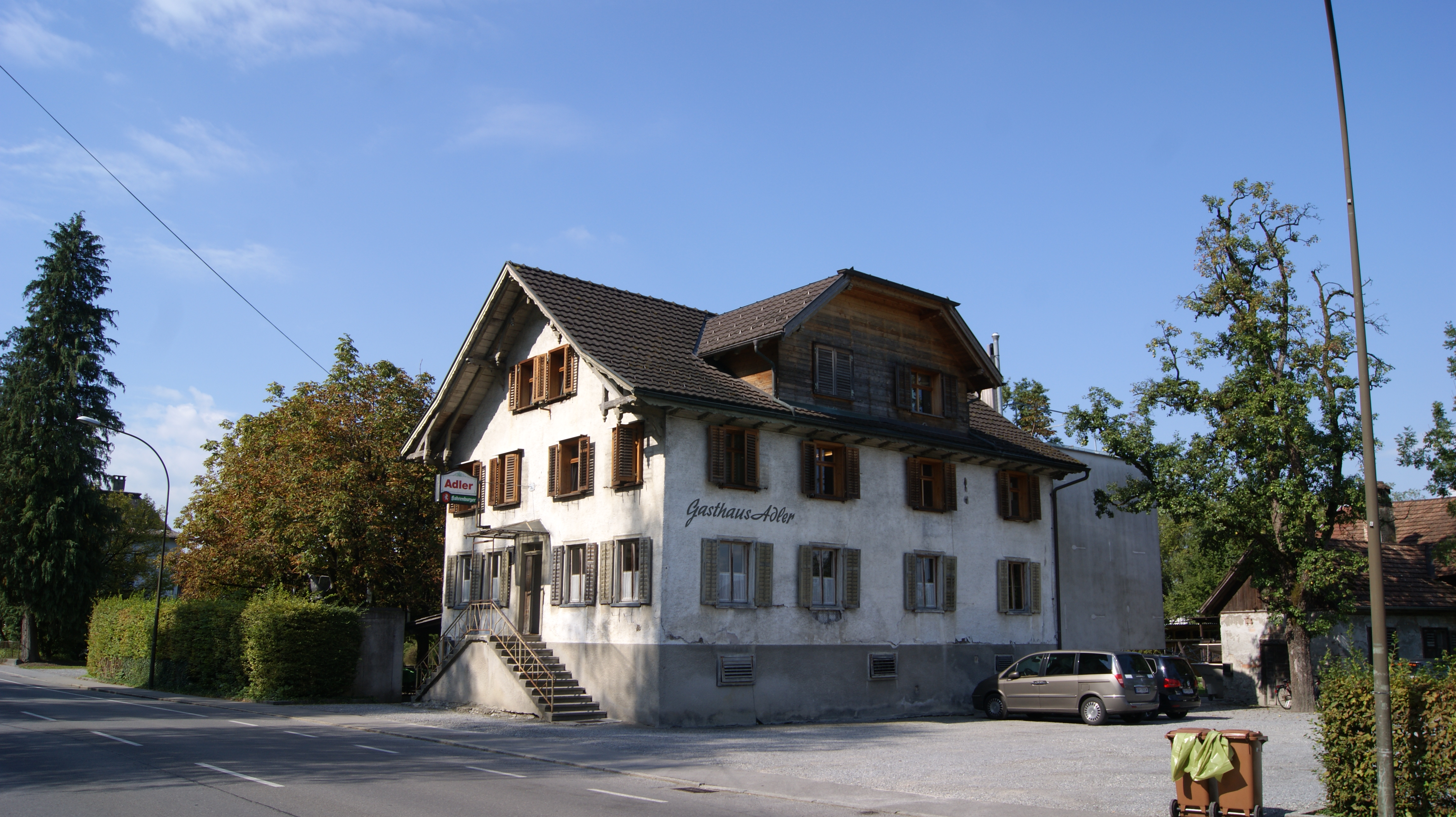
Gasthof Adler in Schwefel.

Der Schwefelbach entspringt am Berg unterhalb vom Bodner. Er ist in der Jägerstraße weitgehend verrohrt, tritt unterhalb des Hauses Jägerstraße 13 wieder zu Tage und entwässert, von Nord-Osten nach Süd-Westen fließend, in fast gerader Linie zur Gemeinde Altach, wobei der Bach auch im unteren Bereich weitgehend verrohrt ist.
Der Schwefelbach fließt etwa bei Gewässerkilometer 1,96 in den Bützenbach (später Hohenemserach genannt), der hier die Gemeindegrenze zu Altach bildet. Bei Gewässerkilometer 0,47 (innerhalb des Betriebsgebiets der Fa. Otten) fließt das Wasser vom Kraftwerk der Fa. Otten in den Schwefelbach.

## Handwerk, Gewerbe
Nach dem Verkauf des Schwefel-Bads am 31. Januar 1800 um 14.000 Gulden an den k.k. Hoffaktor Wolf Josef Levi (1746–1823, Levi nannte sich ab 1813 Benjamin Löwengard) wurde von seinem Sohn, Isaak Löwengard (1769–1839), 1815 die rechte Haushälfte zu einer Baumwollspinnerei umgebaut und der Badebetrieb auf die linke Haushälfte beschränkt. Das Badehaus und die Baumwollspinnerei wurde 1841 an die Fa. Gebrüder Rosenthal (später Hohenemser Weberei und Druckerei Josef Otten) verkauft, die den Badebetrieb in diesem einstellten und dafür eine „Cotton- und Tücheldruckerei“ einrichteten; etwas später auch eine Türkischrot-Färberei.
Um das alte Badehaus entstand in weiterer Folge die Textilfabrikation der Gebrüder Rosenthal mit Druckerei, Färberei, Spinnerei, Stickerei und dem notwendigen Kraftwerk. Heute besteht hier der „Otten Wirtschaftspark“ (auch kurz „Otten“).
Nördlich des Schwefels, zum Ortsteil Weiler, bestand die Skifabrik Kästle, die ebenfalls ein wichtiger Arbeitgeber war.
Im hinteren südlichen Teil von Schwefel, hinter dem Judenfriedhof zur Ortsgrenze zu Götzis, bestand ein kleiner Steinbruch mit Kalkwerk.
Im westlichen Teil des Schwefels, zum Ortsteil Bauern, sind noch große Riedflächen, die landwirtschaftlich genutzt werden.
Der Schwefel wies eine überdurchschnittliche Zahl an Gasthöfen auf, die jedoch heute größtenteils nicht mehr in Betrieb sind.

## Wandern
Der oberhalb des Ortsteils sich befindliche Schwefelberg ist eine beliebte Kurzwanderroute (Spazierweg).

## Besonderheiten
Im Ortsteil Schwefel liegt der Jüdische Friedhof.
An den recht bedeutenden Heilbadebetrieb bei der Schwefelquelle erinnert heute noch die Schwefelbadstraße und die Parzelle „Bad“. Das 1902/1903 erbaute Haus an der Landesstraße 190 mit der Aufschrift: „1430 SCHWEFEL-BAD 1930“, wurde inzwischen zugunsten eines Einkaufsmarktes abgebrochen.